# Leptochelia caldera
Leptochelia caldera is een naaldkreeftjessoort uit de familie van de Leptocheliidae. De wetenschappelijke naam van de soort is voor het eerst geldig gepubliceerd in 2009 door Bamber & Costa.